# گورستان نامق
گورستان نامق مربوط به دوره صفوی است و در شهرستان کوهسرخ، روستای نامق واقع شده و این اثر در تاریخ ۲۲ مرداد ۱۳۸۴ با شمارهٔ ثبت ۱۳۱۸۸ به‌عنوان یکی از آثار ملی ایران به ثبت رسیده‌است.

## نگارخانه

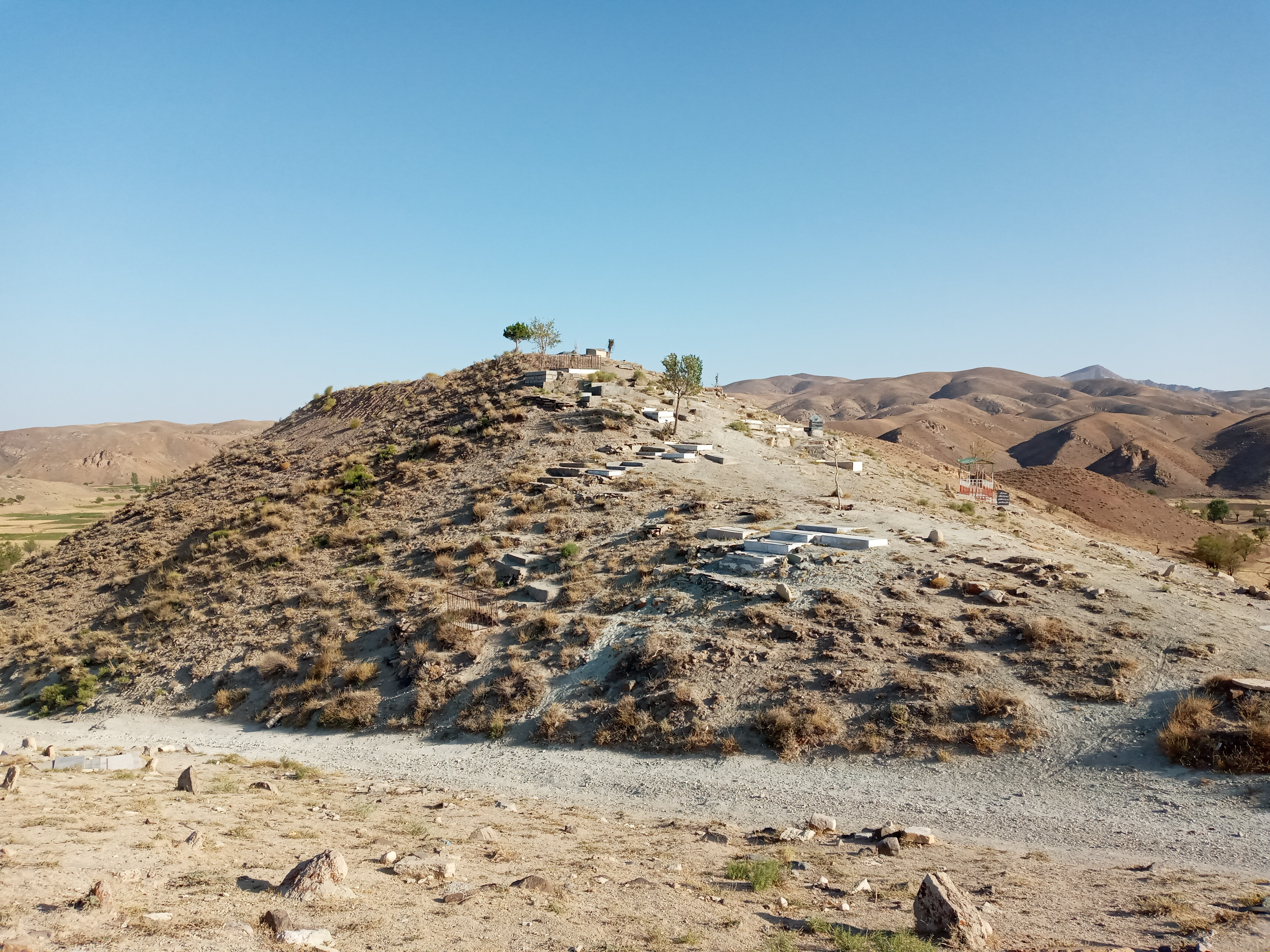
گورستان در سال ۱۴۰۰
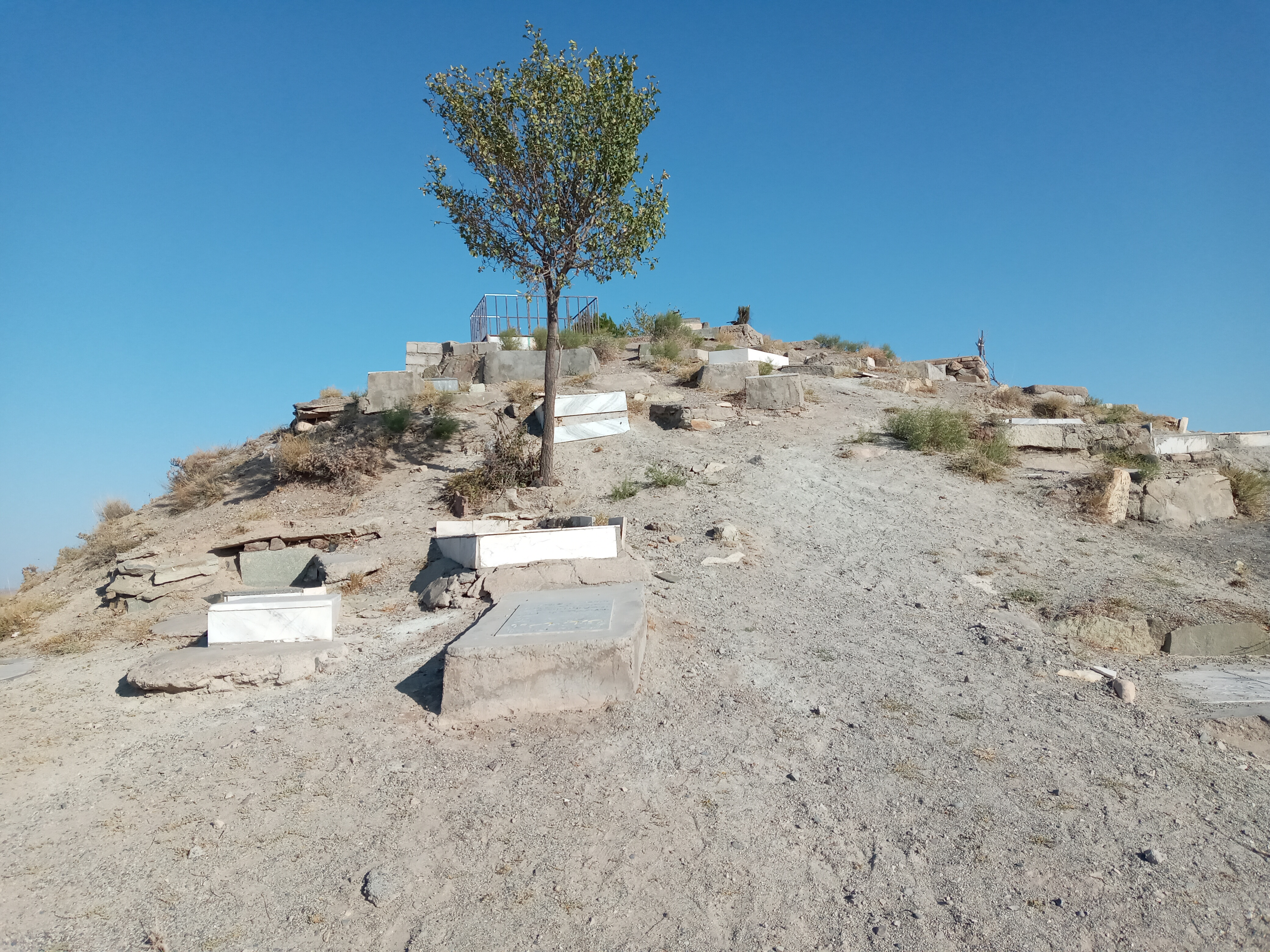
گورستان در سال ۱۴۰۰
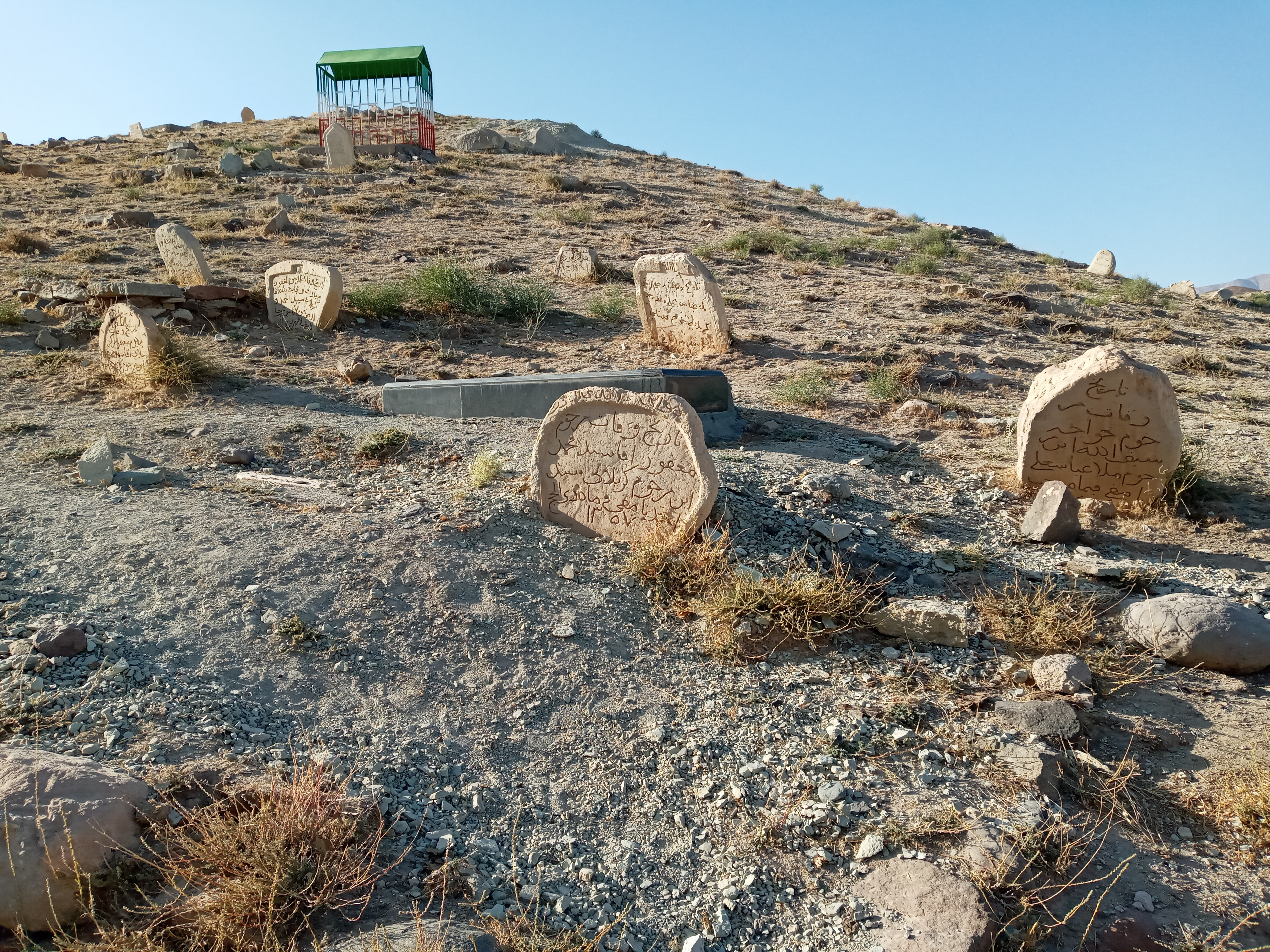
گورستان در سال ۱۴۰۰
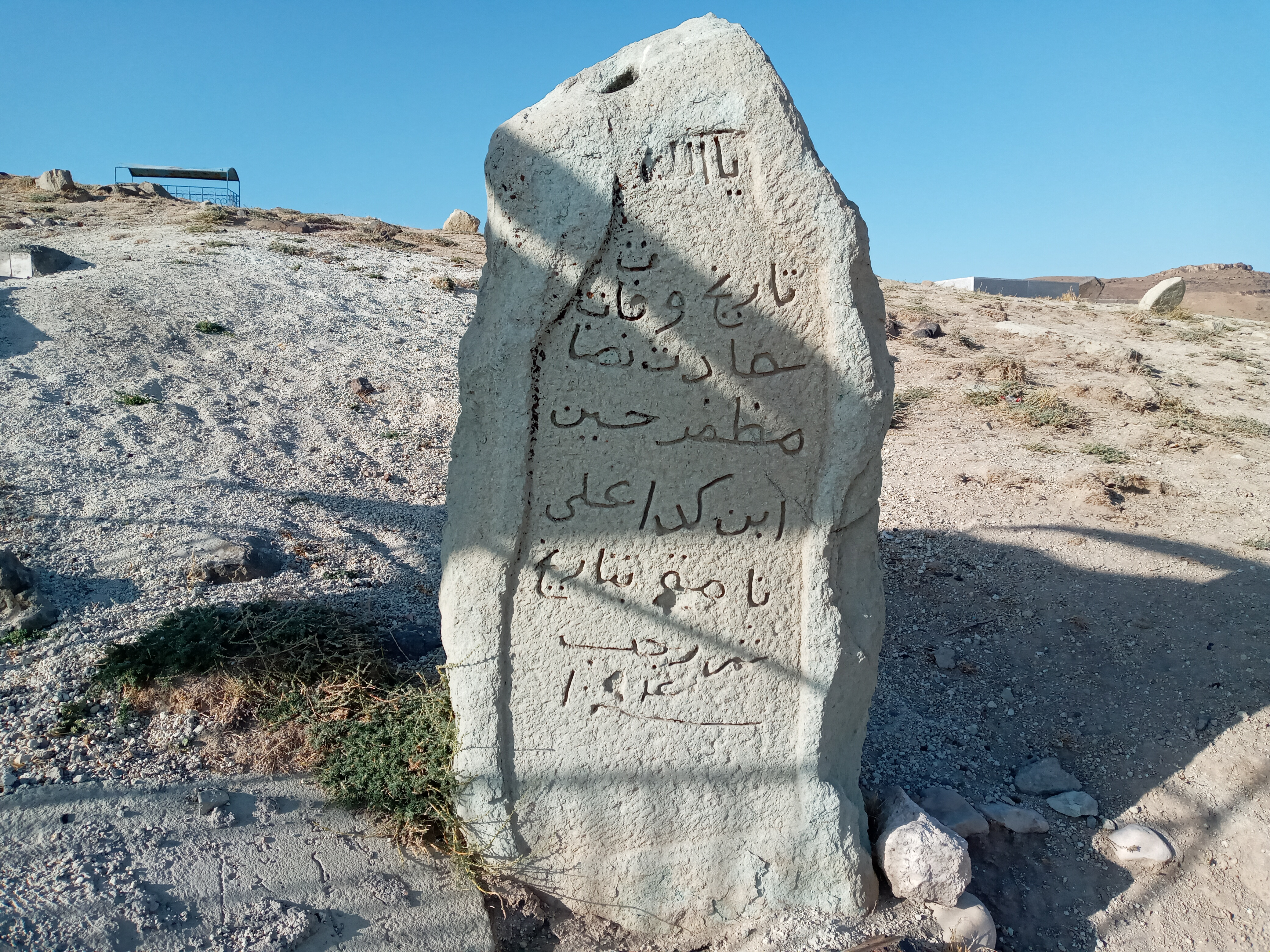
گورستان در سال ۱۴۰۰
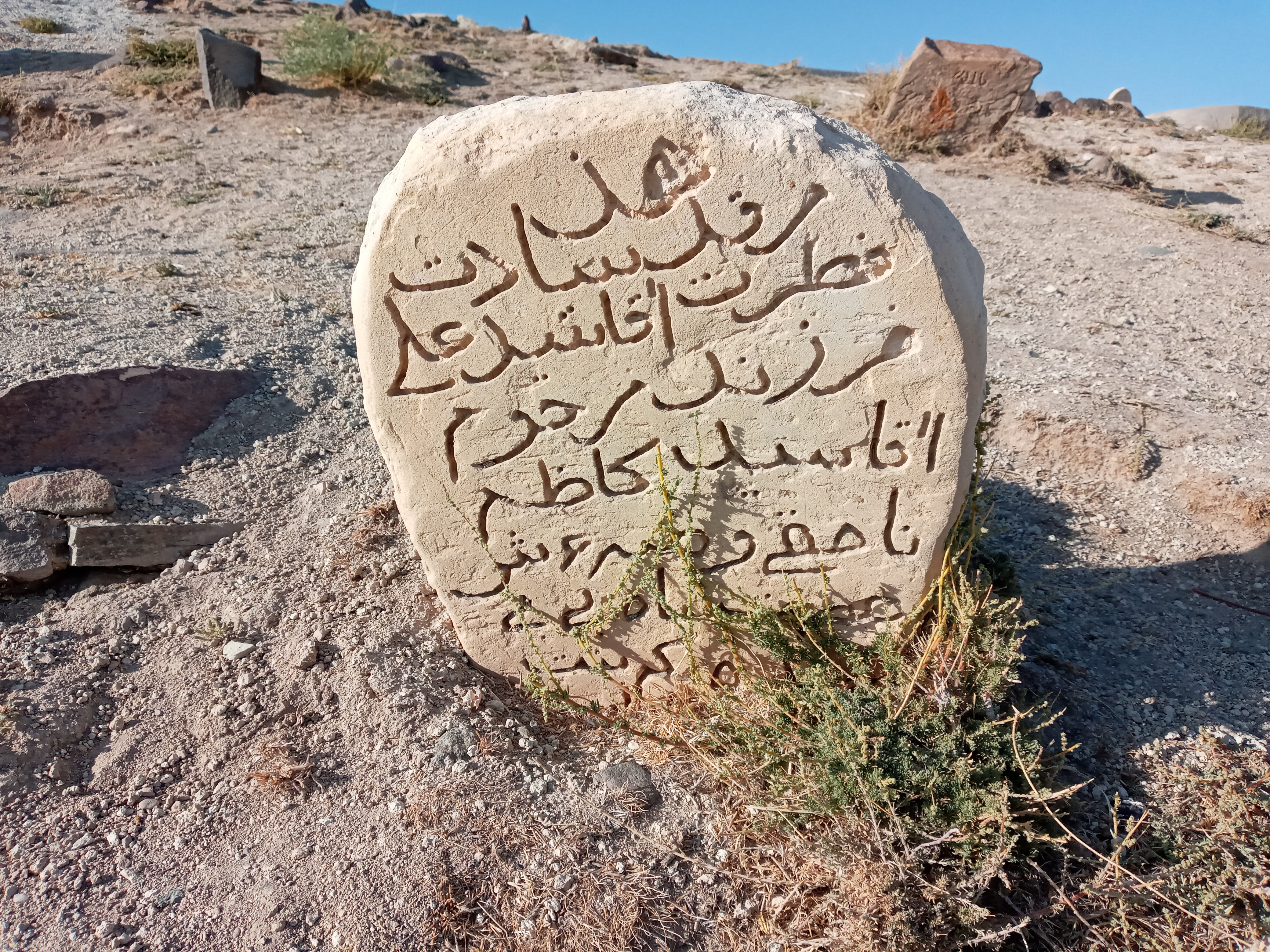
گورستان در سال ۱۴۰۰
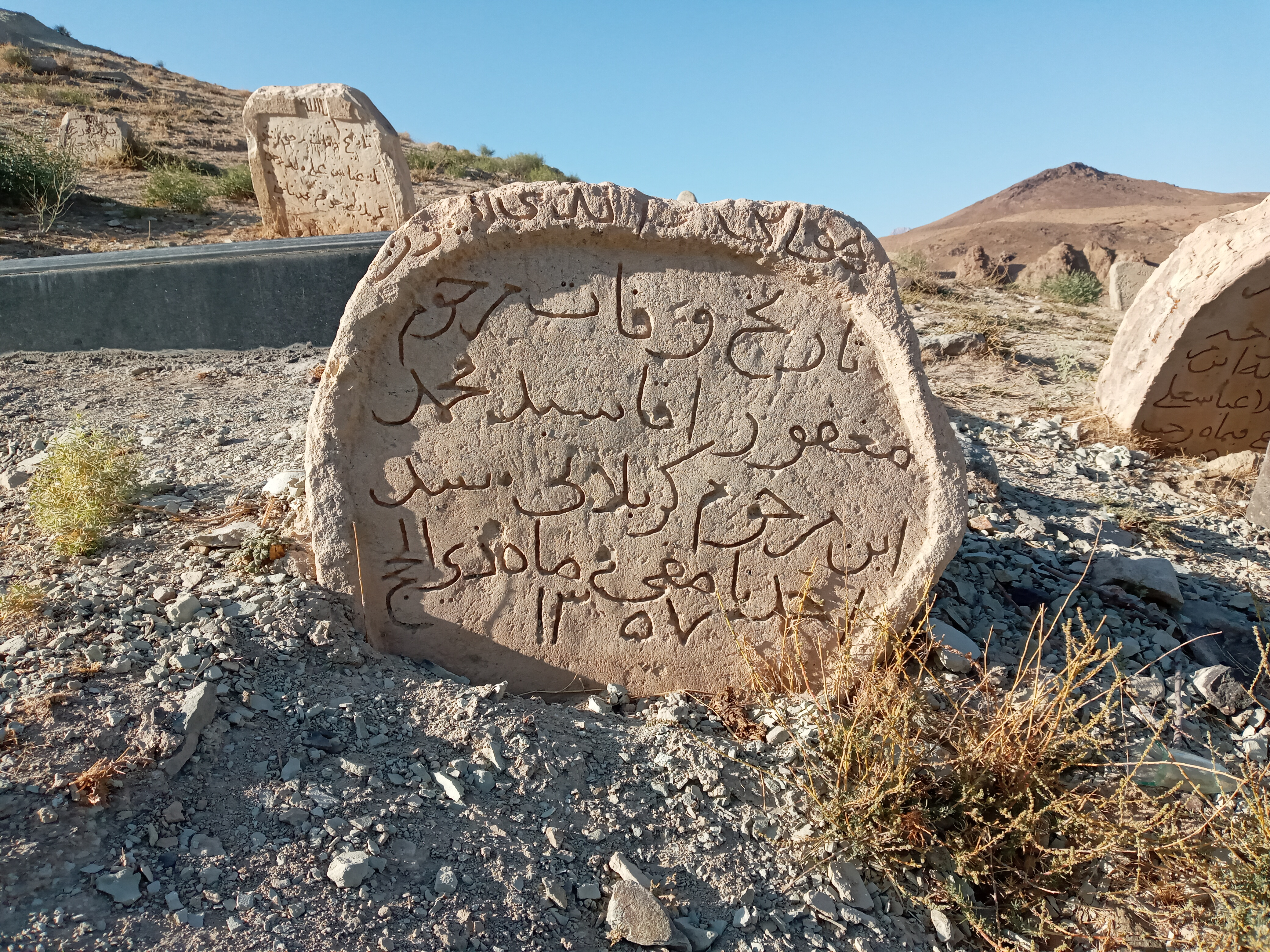
گورستان در سال ۱۴۰۰
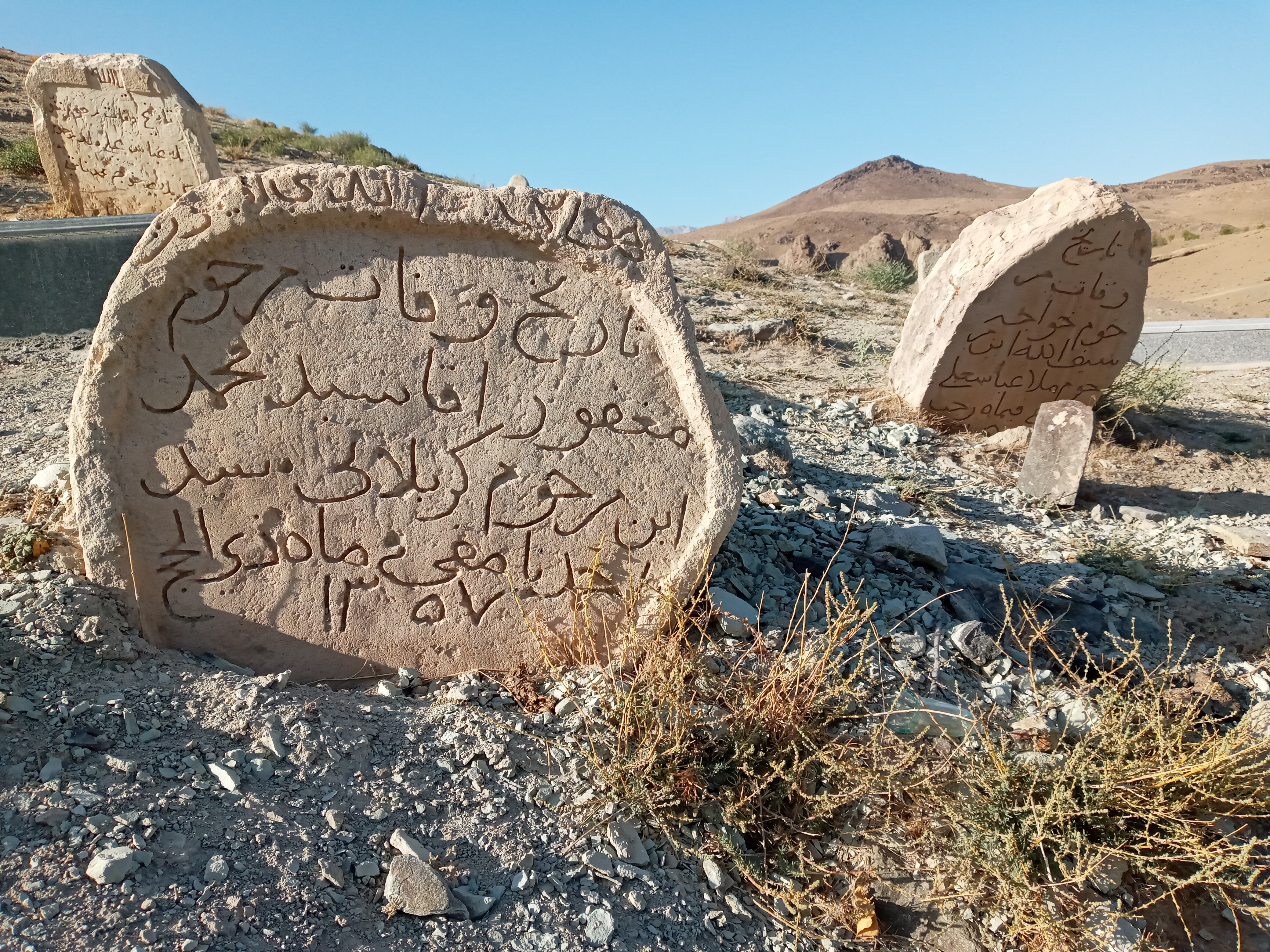
گورستان در سال ۱۴۰۰
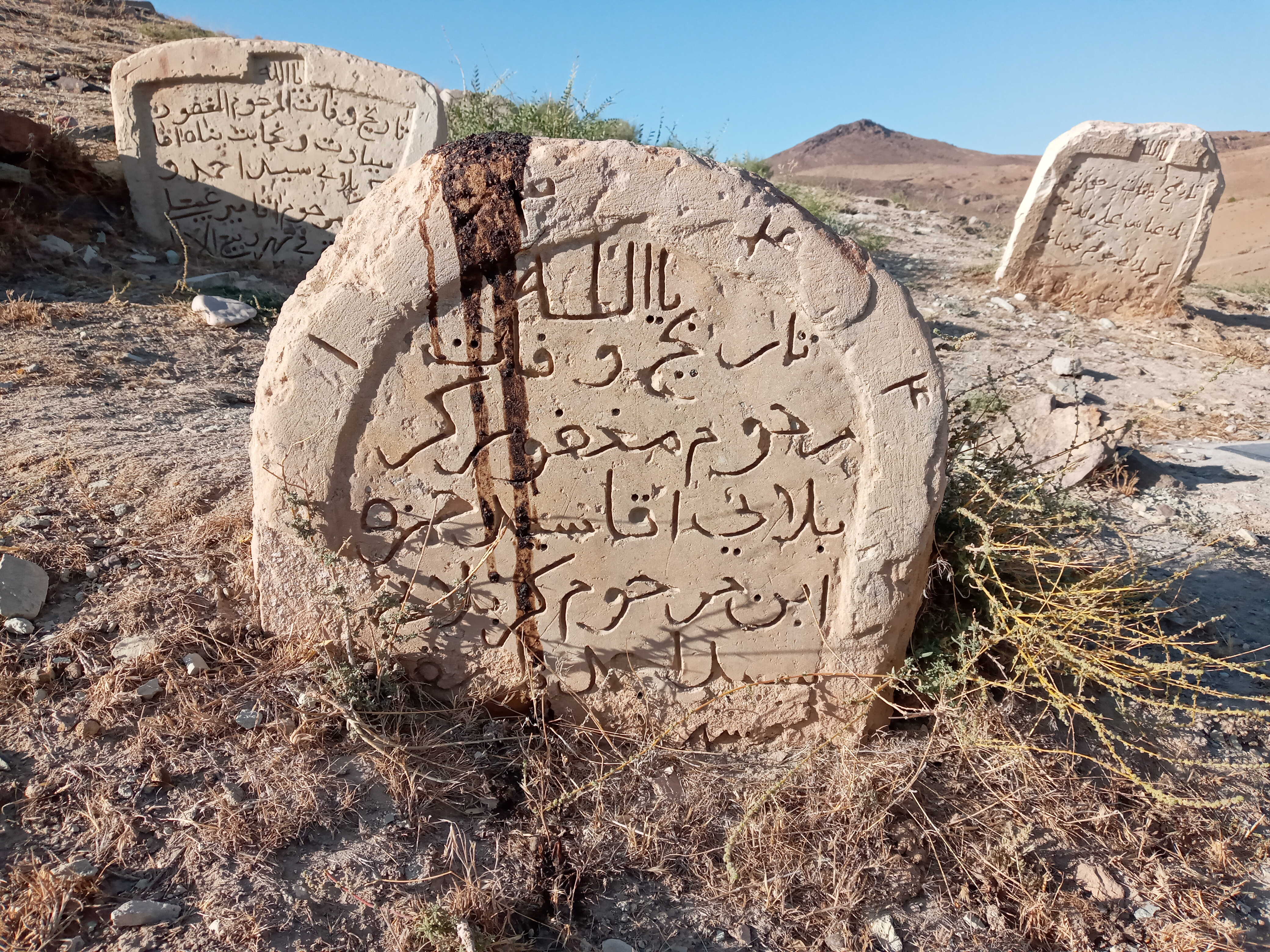
گورستان در سال ۱۴۰۰
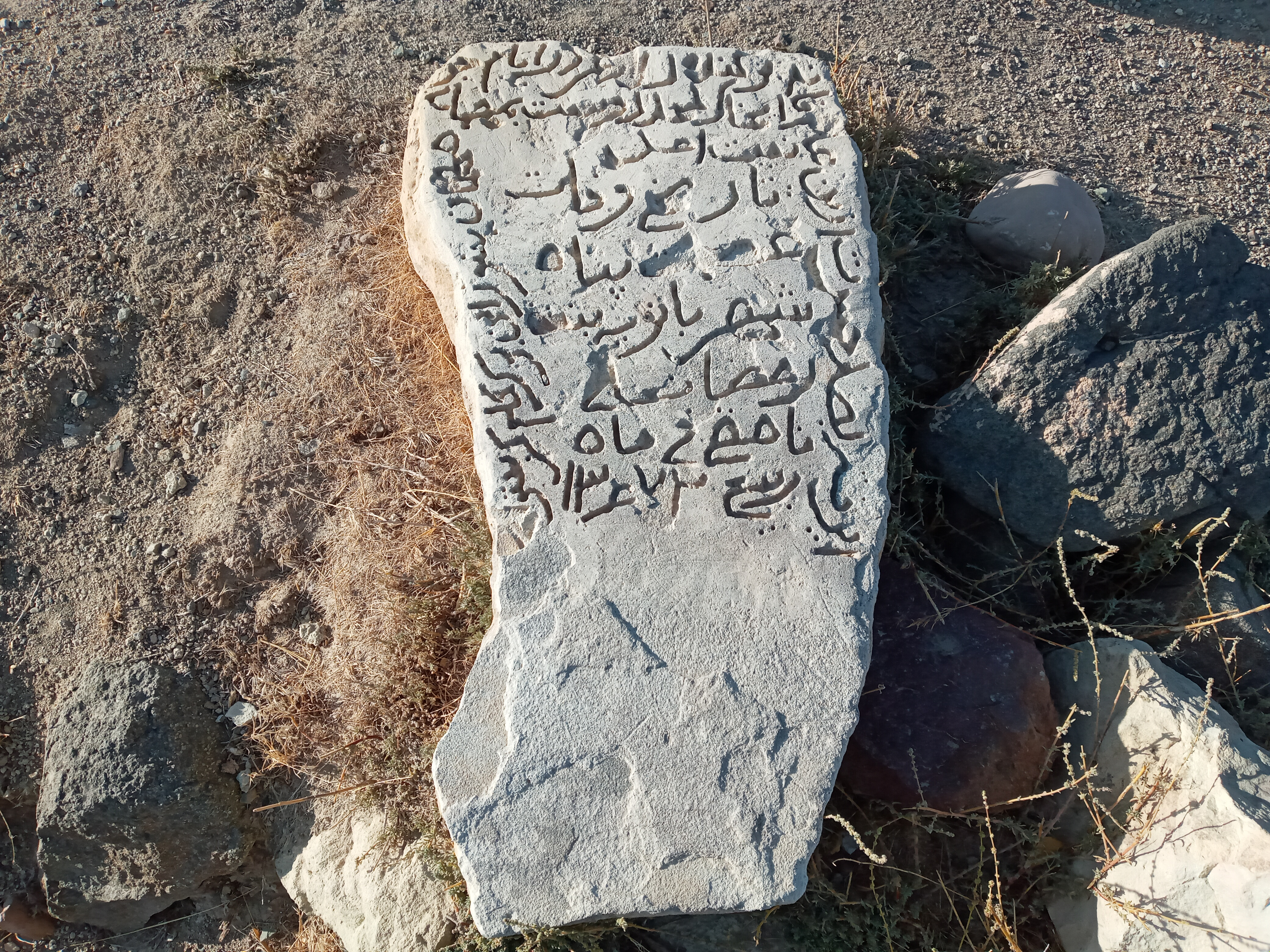
گورستان در سال ۱۴۰۰
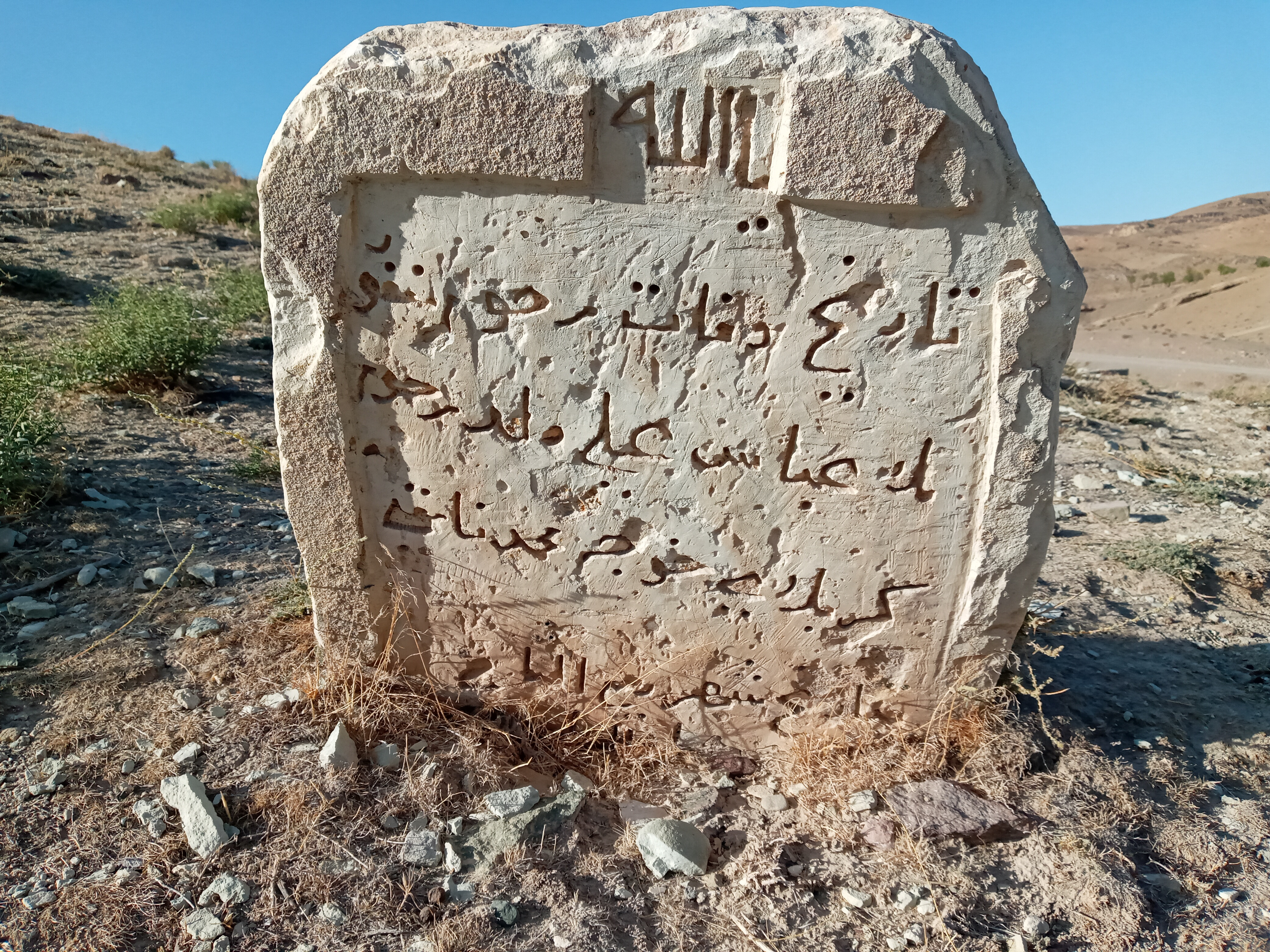
گورستان در سال ۱۴۰۰
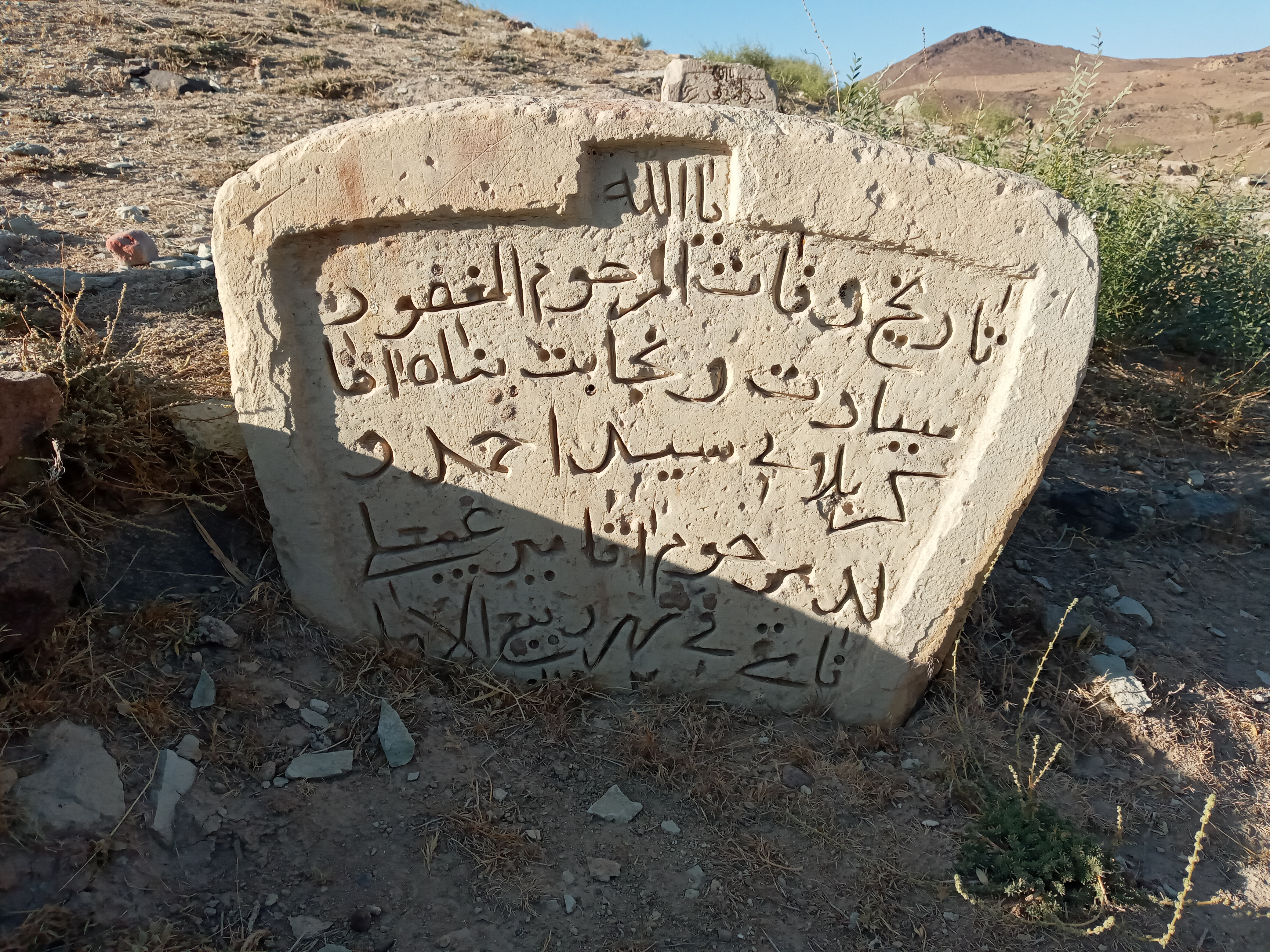
گورستان در سال ۱۴۰۰
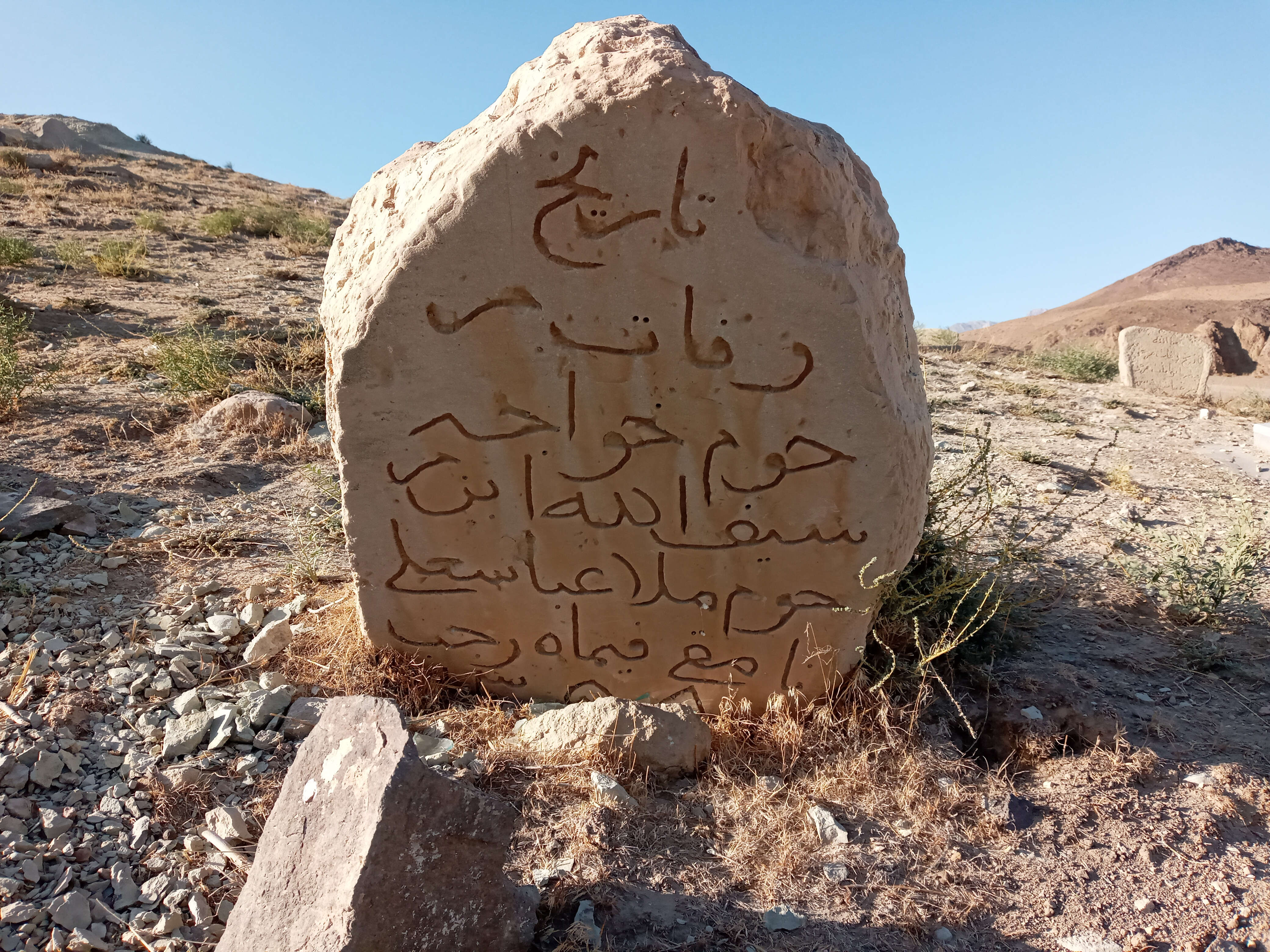
گورستان در سال ۱۴۰۰